# Ниписсинг

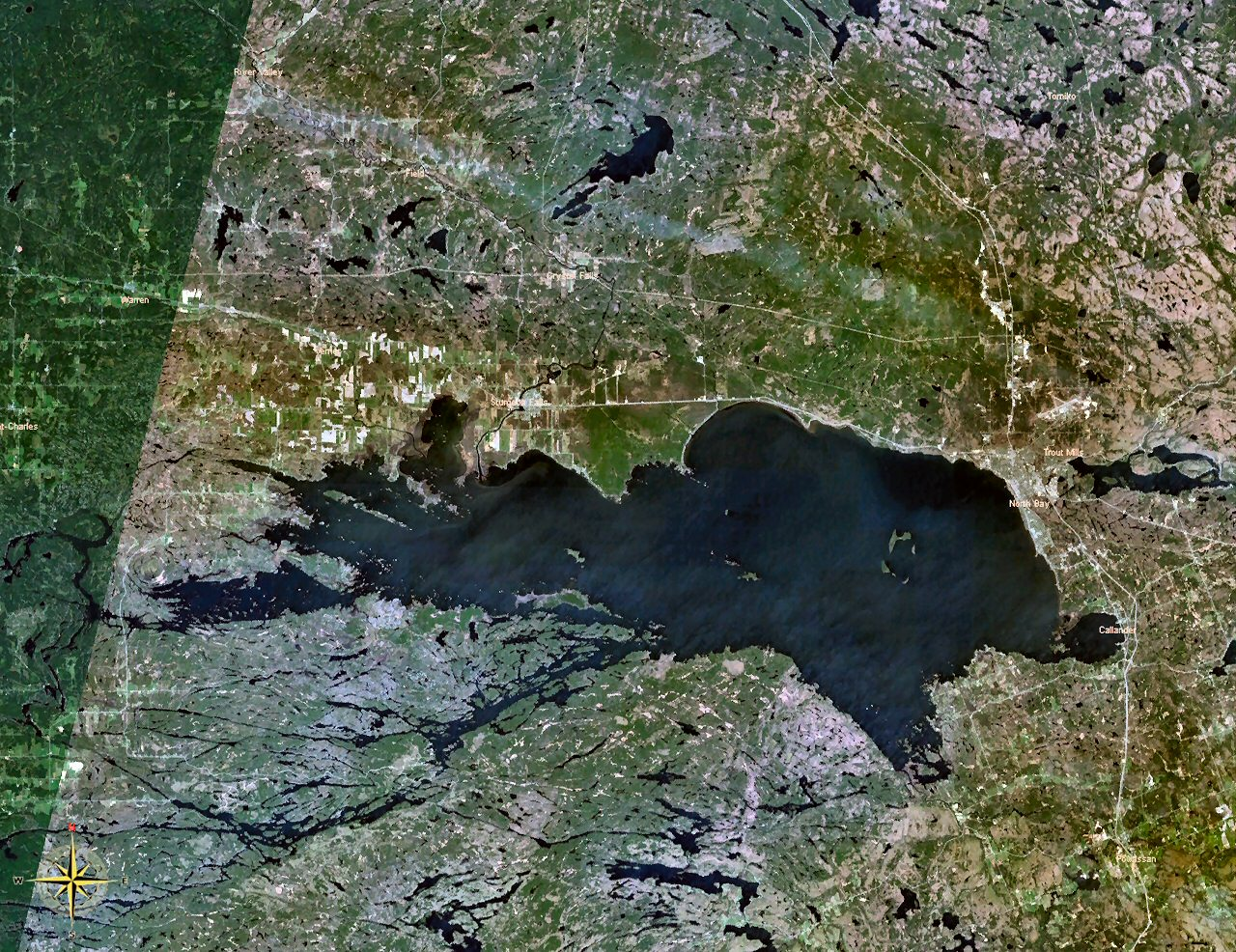
Вид озера из космоса

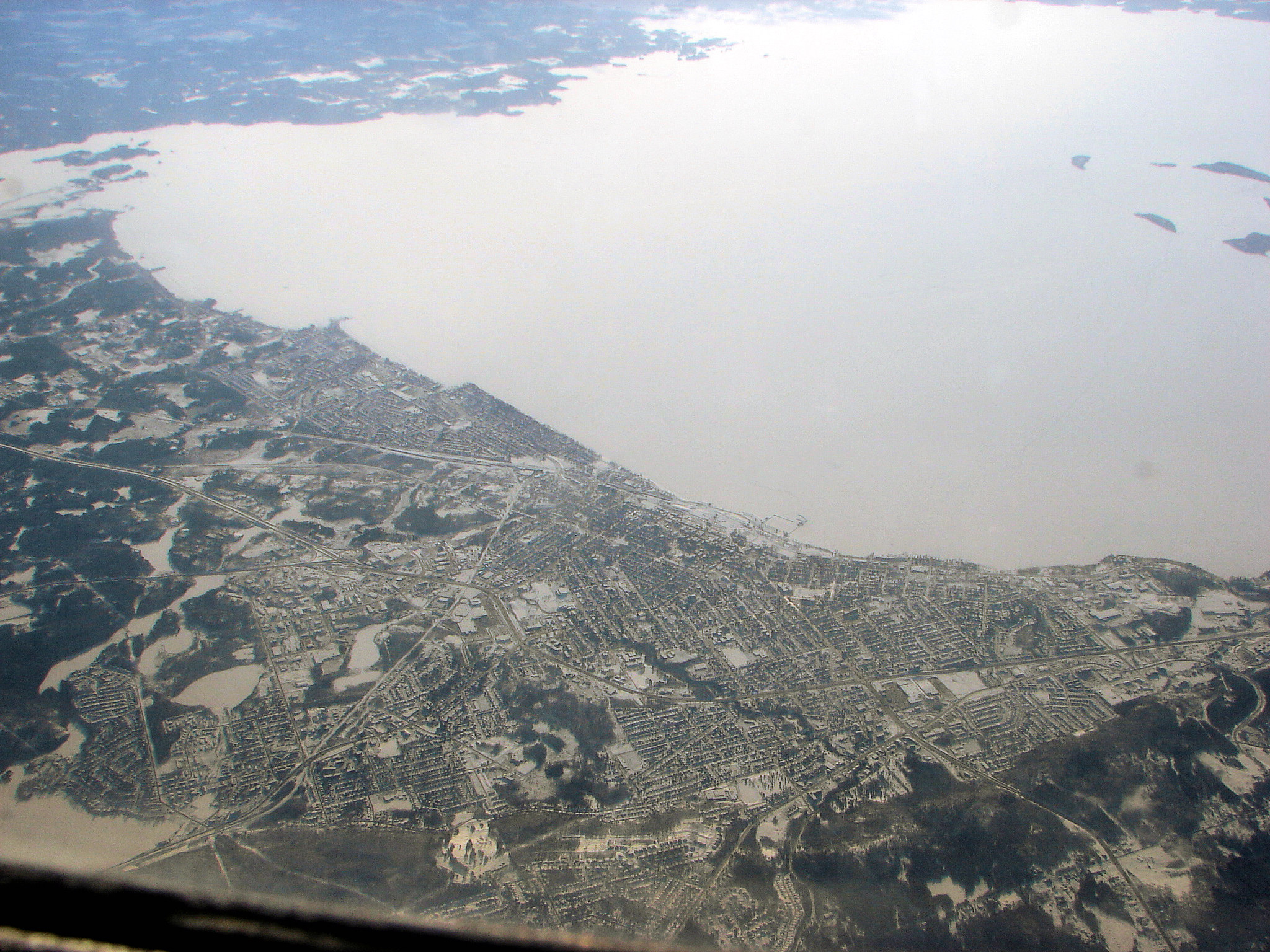
Вид на город Норт-Бей с воздуха

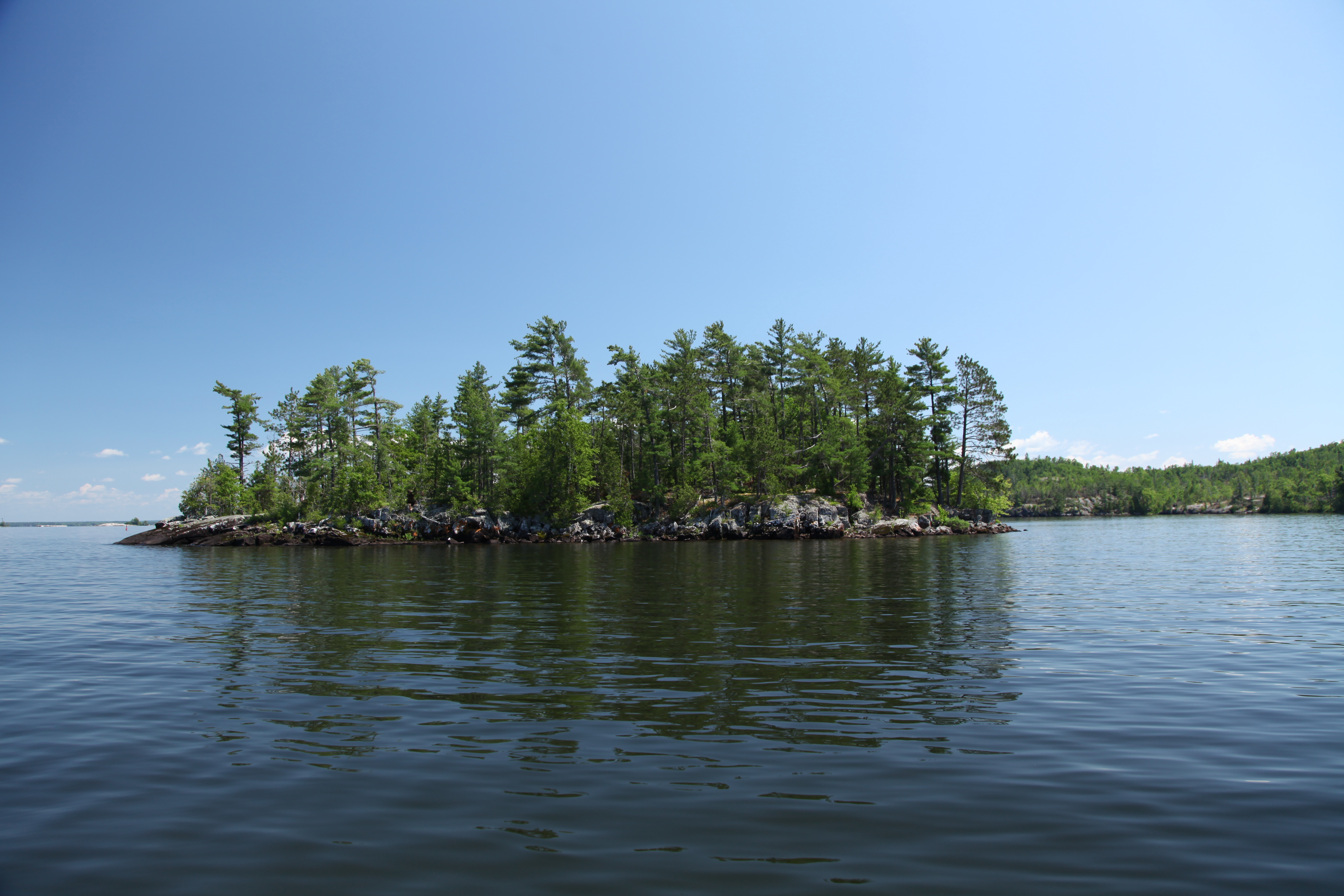
Остров на озере Ниписсинг

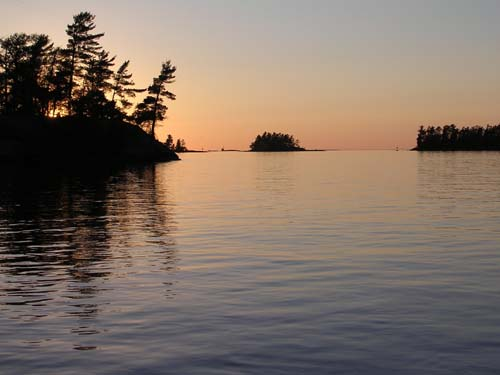
Закат на озере Ниписсинг

Ни́писсинг (англ. Lake Nipissing) — озеро на востоке канадской провинции Онтарио.

## География
По озеру проходит граница между Южным и Северным Онтарио. Расположено на высоте 195 м над уровнем моря (колебание уровня озера — до 1,2 метра), 70—80 км длиной, 25—30 км шириной, площадь поверхности озера — 873,3 км², площадь водосбора — 12 173 км², максимальная глубина — 52 м, средняя глубина — 5 метров, объём воды — 3,2 км³; много глубоких фьордов. Вдоль береговой линии протянулись наносные островки. Длина береговой линии 794,6 км. Питание от множества небольших рек и озёр. Сток по реке Френч-Ривер в залив Джорджиан-Бей озера Гурон. Озеро замерзает с декабря по апрель.
Озеро Ниписсинг является одиннадцатым по величине озером в провинции. Название переводится как «маленькая вода». Озеро вытянулось в широтном направлении на 80 километров, так же направлена и роза ветров — этот фактор затрудняет навигацию на озере. Но при небольшой глубине этот же фактор способствует хорошей аэрации вод озера и создает прекрасные условия для жизни рыбы. В озере водится 40 видов рыб, в их числе — несколько разновидностей окуня, судак, северная щука, озёрный сиг и маскинонг. Развито спортивное рыболовство.
Самым крупным городом является Норт-Бей (54 тысячи жителей), расположенный на северо-восточном побережье озера.

## История
Первым на берегах озера побывал французский исследователь Этьен Брюле в 1610 году, в течение последующих 200 лет озеро имело важное значение как транспортный коридор для торговцев мехами. Постоянное население появилось в районе озера в 1874 году, а в 1882 году значительно увеличилось, когда Канадская Тихоокеанская железная дорога достигла северо-восточного берега озера. С 80-х годов XIX века до начала Первой мировой войны озеро было главным транспортным маршрутом для поселенцев и лесозаготовителей, пароходное сообщение в то время было регулярным. В настоящее время водный транспорт на озере предназначен в основном для обслуживания туристов.

## Охрана природы
Для охраны природы созданы несколько провинциальных парков: Маниту-Айлендс на островах Маниту (Грейт-Маниту, Литл-Маниту, Колдер) в северо-восточной части озера, Уэст-Сэнди-Айленд, занимающий западную часть острова Сэнди, Саус-Бей на южном берегу озера и Машкинондж на берегу западного рукава.